# Teoría de la educación
La teoría de la educación busca conocer, comprender y predecir las políticas y prácticas educativas. La teoría de la educación incluye muchas ramas, como la pedagogía, la andragogía, el currículo, el aprendizaje y la política educativa, la organización y el liderazgo. El pensamiento educativo está informado por muchas disciplinas, como la historia, la filosofía, la sociología y la psicología.
Por ejemplo, una teoría cultural de la educación considera cómo la educación ocurre a través de la totalidad de la cultura, incluyendo prisiones, hogares e instituciones religiosas así como escuelas. Otros ejemplos son la teoría conductista de la educación que proviene de la psicología educativa y la teoría funcionalista de la educación que proviene de la sociología de la educación.
Los primeros intentos conocidos de entender la educación en Europa fueron por filósofos y sofistas griegos clásicos, pero también hay evidencia de discusiones contemporáneas (o incluso precedentes) entre académicos árabes, indios y chinos.

## Teorías de la educación

### Experimentalismo de John Dewey
Han sido múltiples los títulos que se han dado en la teoría educativa del estadounidense John Dewey: Pragmatismo instrumentalista, para denotar que en él se conjugan la filosofía pragmatista estadounidense y la teoría del conocimiento como instrumento; Activismo experimental, por haber sido una de las figuras más sobresalientes en la educación nueva o activa y haber entendido que la experiencia era el eje de sus sistemas. 
Wynne, expresa la concepción evolucionista, de signo darwiniano, aceptada por el filósofo estadounidense, a la vez que exigía una educación integral o universal; Teoría genética y social de la educación en palabras de Claparéde, ya que el niño ha de ser educado de acuerdo con las disposiciones y aptitudes propias, estudia las facultades humanas en conjunto y no independientemente, y prepara al alumno para adaptarse a la sociedad en la que está inmerso, además de ser el representante más genuino del funcionalismo estadounidense, si bien J. R. Anegell fue la figura cumbre; experimentalismo, porque la experiencia es el concepto capital en epistemología deweyana; instrumentalismo, también de sabor gnoseológico, como veremos en este capítulo; y operacionismo, porque en materia de conocimiento adopta una actitud operativa, que condiciona toda su teoría educativa.  
La Experimental de Niños, que él consideró siempre un verdadero laboratorio pedagógico. Hay autores que piensan que J. Dewey aprendió en el evolucionismo tres de los principales conceptos de su teoría educativa: la noción de la experiencia, la naturaleza del hombre y del pensamiento humano, y la negación de fines fijos.  
J.Dewey no fue conductista en psicología sino funcionalista, pero el concepto de instrumento, aplicado por el conductismo a los músculos y los nervios, conformó el significado operativo e instrumentalista de su epistemología y de su teoría educativa.

### El marxismo como teoría educativa
El conocimiento humano tiene un carácter relativo. Es cuantitativamente relativo, en el sentido de que conocemos más cosas acerca de la realidad que las generaciones pasadas, mientras que las futuras sobrepasarán el estado presente del conocimiento. Es cualitativamente relativo, en el sentido de que el significado de los hechos hoy conocidos se irá mejorando de generación, conforme el hombre vaya descubriendo más y más su relación con otros hechos desconocidos en la actualidad.

## Pensamiento educativo
El pensamiento educativo no se refiere necesariamente a la construcción de teorías tanto como el "análisis reflexivo de las cuestiones y problemas educativos desde la perspectiva de diversas disciplinas".

## Teóricos de la educación
- Michael Apple
- Bill Ayers
- Albert Bandura
- Charles Beard
- Allan Bloom
- Catharine Beecher
- John Dewey
- Kieran Egan
- Paulo Freire
- Howard Gardner
- Henry Giroux
- John Holt
- Mary Wollstonecraft
- John Locke
- Gloria Jean Watkins
- Robert Hutchins
- Jane Addams
- Ivan Illich
- David A. Kolb
- Peter McLaren
- Ellen Swallow Richards
- Jerome Bruner
- Richard Mitchell
- Maria Montessori
- Alexander Sutherland Neill
- Jean Piaget
- Jean-Jacques Rousseau
- Domingo Faustino Sarmiento
- Rudolf Steiner
- Max Stirner
- Burrhus Frederic Skinner